# Fissarena cuny
Fissarena cuny is een spinnensoort uit de familie Trochanteriidae. De soort komt voor in Zuid-Australië.